# Emeroteca

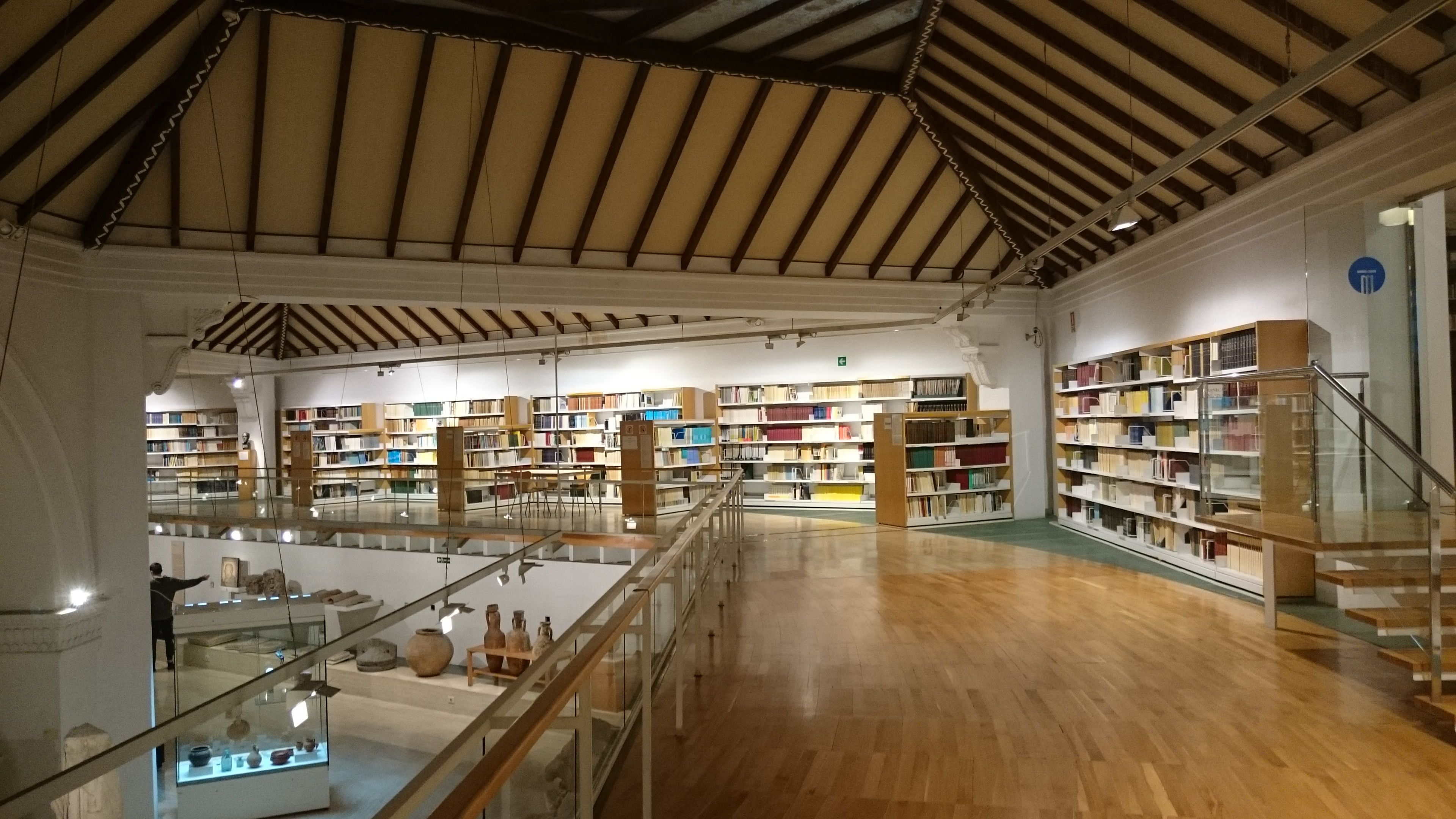
Emeroteca del Museo Catalano di Archeologia (MAC) di Barcellona.

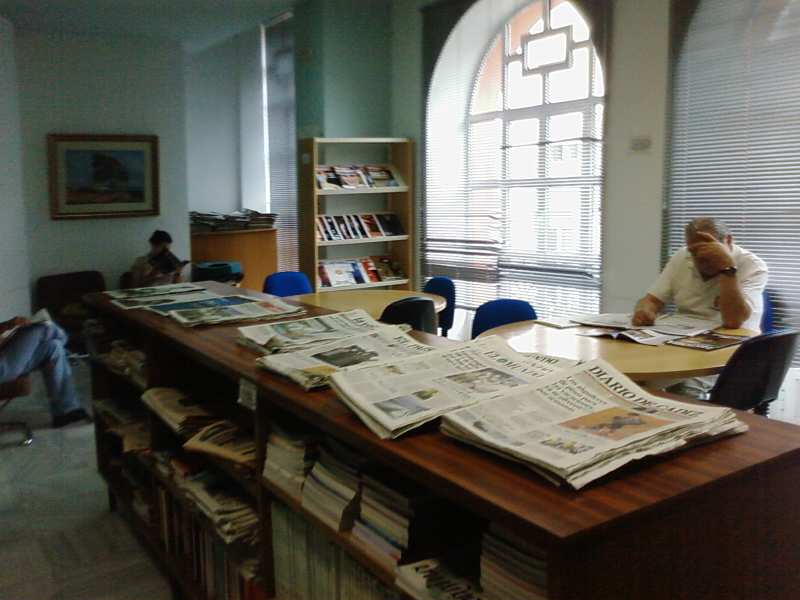
Esempio di emeroteca municipale.

L'emeroteca è una raccolta ordinata di giornali e periodici messi a disposizione del pubblico per consultazione e lettura. Generalmente l'emeroteca costituisce una sezione di una biblioteca. Meno comune efemeridotèca ed il francesismo efemerotèca (o effemerotèca), entrambi con lo stesso significato ma di uso meno comune.

## Etimologia
Il termine deriva dal greco ἡμἐρα "giorno" e θήκη "custodia", quindi emeroteca assume il significato di "custodia di giornali".

## Storia
Un'emeroteca è un'istituzione, pubblica o privata, che offre, con diverse modalità, l'accesso a un servizio di catalogazione e consultazione di giornali, riviste e periodici. Un'emeroteca colleziona giornali, archiviando riviste specialistiche e fornendo così spunti di ricerca alle comunità scientifiche, in modo da garantire loro la possibilità di mantenersi aggiornate sui progressi nei loro rispettivi campi d'interesse.
Riviste e giornali possono essere conservati tradizionalmente sia in forma cartacea sia su microfilm o microfiche. Si aggiungono oggi le emeroteche virtuali in cui i documenti sono disponibili in forma digitale con possibilità di accesso via Internet.
Tali pubblicazioni sono rivolte per lo più a ricercatori, docenti e studenti universitari. 
Un'emeroteca è dedita però anche o diversamente alla raccolta dei più comuni quotidiani (permettendo così di preservare la memoria collettiva di un passato più o meno recente) e ha per scopo quello di "far sì che l'effimera cronaca diventi Storia".